# Дуярли (Тертерский район)
Дуярли (азерб. Düyərli) — село в Тертерском районе Азербайджана.

## Этимология
Название происходит от имени огузского племени дюгер.

## Население
По материалам издания «Административное деление АССР», подготовленного в 1933 году Управлением народно-хозяйственного учёта Азербайджанской ССР (АзНХУ), по состоянию на 1 января 1933 года в селе Дугерли Бардинского района Азербайджанской ССР насчитывалось 130 жителей, (78 мужчин и 52 женщин, 33 хозяйств).